# 腔腸動物
腔腸動物（こうちょうどうぶつ、Coelenterata）とは、クラゲやサンゴ、イソギンチャクを含む刺胞動物（しほうどうぶつ）とクシクラゲを含む有櫛動物（ゆうしつどうぶつ）をまとめた動物のグループ。かつては1つの門 (分類学)とされたが、この2つのグループをそれぞれ独立の門とする立場が有力になり、この語が使われることは比較的少なくなった。
刺胞動物の別名として用いられることもある。

## 概要
クラゲの仲間である刺胞動物とクシクラゲの仲間である有櫛動物は、厚い間充織と胃水管系（腔腸）を持つクラゲ型成体の存在や、体腔を持たないこと、呼吸器や排泄器を欠くことなど、共通の特徴を持つ。そのため、これらの動物を腔腸動物と呼び、1つの動物門とする立場が伝統的であった。腔腸動物のうち刺胞を持つものを有刺胞類、持たないものを無刺胞類として、2つの亜門に分類されていた。（腔腸動物が1847年にロイカートにより提唱されたときには、海綿動物も含まれていた）。
ところが、有刺胞類（刺胞動物）と無刺胞類（有櫛動物）の間には大きな違いがある。刺胞動物は上皮細胞が筋肉の役割を兼ねた上皮筋細胞となり、1つの細胞に1本の繊毛があるが、有櫛動物の上皮細胞は多繊毛性で、筋肉細胞は上皮細胞とは別に中胚葉から生じる。刺胞動物は刺胞、有櫛動物は膠胞を持つが、これらは全く異なるものである。刺胞動物では複数の感覚器が放射状に並ぶが、有櫛動物は感覚器を1つしか持たない。有櫛動物の触手は櫛状だが、刺胞動物にそのような触手を持つものはいない。発生学的には、有櫛動物は決定性卵割を行うが刺胞動物はそうではない。分子系統学からは、刺胞動物と有櫛動物が単系統であることを疑う知見が得られた。
これらの知見に基づき、刺胞動物と有櫛動物はそれぞれ独立の門とされるようになり、腔腸動物としてまとめられることは少なくなった。腔腸動物という語は有櫛動物を含む分類群ではなく、刺胞動物の別名として用いられることがある。